# Perykles, książę Tyru

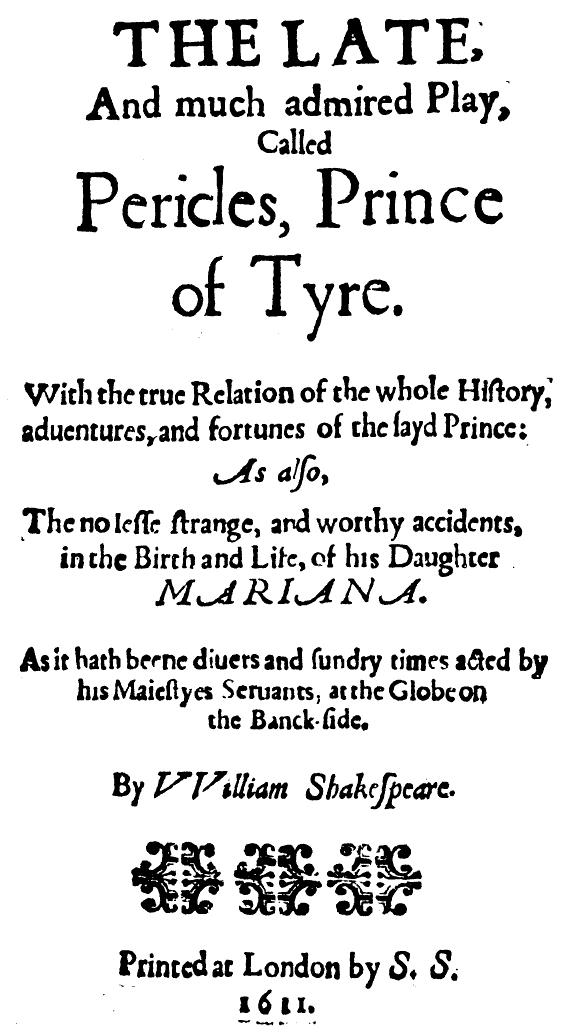
Strona tytułowa wydania z 1611 roku

Perykles, książę Tyru (ang. Pericles, Prince of Tyre) – sztuka napisana, przynajmniej częściowo, przez Williama Shakespeare’a. Większość badaczy uważa, że Szekspir jest twórcą większości tej komedii, z historią Peryklesa i Mariny włącznie. Pierwsze dwa akty zaś, opisujące szczegółowo liczne podróże Peryklesa, są napisane przez jakiegoś nieznanego, ale mniej utalentowanego następcę lub współpracownika.

## Wydanie, inspiracje i inscenizacja
Perykles został wydany został po raz pierwszy w 1609 roku. Wszystkie edycje, które nastąpiły później, były reprintami tego właśnie wydania. Ze względu na chaotyczny styl tej sztuki, wydaje się, że jest to wersja piracka, lub wersja napisana przez kogoś, kto widział ją w teatrze. Można ją było także znaleźć w Fałszywym Folio.
Oxford University Press, w swoim wydaniu Wszystkich dzieł Szkekspira z 1986 roku, zawarło zrekonstruowany tekst tej sztuki, wprowadzając w nim drobne zmiany.
Sztuka ta opiera się na dwóch źródłach: Confessio Amantis (1393) autorstwa Johna Gowera, skąd zaczerpnięta jest historia Apoloniusza z Tyru. Drugim źródłem jest The Pattern of Painful Adventures autorstwa Lawrence Twine'a, wydana około 1576 roku. Inną, powiązaną z nimi powieścią, jest The Painful Adventures of Pericles, z roku 1608. 
Pierwsza znana inscenizacja pochodzi z 1619 roku. W Globe Theatre wystawioną ją z pewnością w 1631 roku. Jednocześnie wenecki ambasador, podczas wizyty na dworze angielskim, widział sztukę pod tytułem Perykles w 1606. Można stwierdzić z dużą pewnością, że było to dzieło Szekspira.

## Fabuła

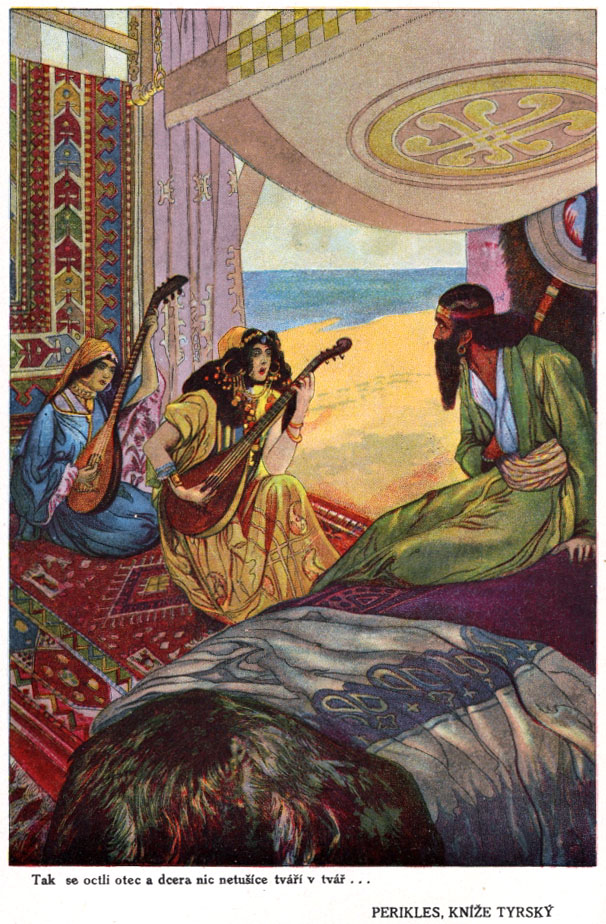

Perykles, w wyniku sztormu i zniszczenia jego statku, zostaje wyrzucony przez morze w Pentapolis. Rybacy, którzy go tam odnaleźli, informują go o turnieju, który został zorganizowany przez króla. Jego zwycięzca otrzyma rękę królewny. Perykles, mimo słabego wyposażenia, wygrywa go. Król jest początkowo przeciwny małżeństwu, jednak z czasem się na nie zgadza. 
W międzyczasie, w królestwie Peryklesa, możni decydują o obraniu nowego króla. Decydują, że ma nim zostać Helicanus. Ten jest wiernym przyjacielem króla i odmawia.
Perykles dostaje informacje o sytuacji w swoim państwie i postanawia wrócić. W trakcie morskiej podróży, ma miejsce kolejna burza. Jego żona ginie, podczas rodzenia dziecka. Marynarze proszą, aby ciało zmarłej królowej wrzucić do morza, jako rodzaj ofiary. Perykles z żalem się zgadza, mając na myśli dobro dziecka.
Szczęśliwie, ciało Taisy zostaje wyrzucone na brzeg w okolicach rezydencji Lorda Cerimona, który przywraca ją do życia. Myśląc, że Perykles zginął, Taisa zostaje kapłanką.
Perykles wraca do Tyru, swoją córkę zaś oddaje w opiekę pewnemu małżeństwu. Małżeństwo to, kiedy zorientowało się, że ich córka jest brzydsza od córki Peryklesa, inspirują porwanie królewny. Piraci zaś sprzedają ją do burdelu. Tej jednak, dzięki sprytnym sztuczkom, udaje się tam pozostać dziewicą. Właściciele burdelu oddają ją jako nauczycielkę szanującym się młodym damom.
Perykles wraca po swoją córkę; małżeństwo stwierdza, że ta zmarła. W gniewie, ten wyrusza w morze. Trafia do pewnego miasta, gdzie gubernator, aby go pocieszyć, przyprowadza mu Marinę. Ci porównują swoje losy i dochodzą do wniosku, że są ojcem i córką. Później, bogini Diana odwiedza go i nakłania w śnie do odwiedzenia świątyni. Tam Perykles odnajduje Taisę. Małżeństwo, które miało opiekować się ich córką, zostaje zgładzone. Wierny Helicanus poślubia Marinę.